# Bargil Pixner
Bargil Pixner OSB (ur. 23 marca 1921 w Untermais (Merano) w Tyrolu Południowym, zm. 5 kwietnia 2002 w Jerozolimie) – włoski (narodowości niemieckiej) benedyktyn, biblista i archeolog. Po śmierci izraelskiego archeologa Jacoba Pinkerfielda kontynuował jego prace badawcze na górze Syjon, w miejscu istnienia domniemanego grobowca króla Dawida, oraz chrześcijańskiego Wieczernika.